# Le ciel immense
Le Ciel immense (en russe : Огромное небо, Ogromnoïe niébo) est une chanson écrite en 1968 par les auteurs-compositeurs russes soviétiques Oscar Feltsman (compositeur) et Robert Rojdestvenski (poète) et arrangée par Alexander Bronevitskiy. Elle a été initialement interprétée par la chanteuse et actrice Edita Piekha.
Cette chanson est dédiée aux pilotes Boris Kapoustine et Youri Yanov, tous deux décédés dans un accident d'avion le 6 avril 1966, au départ de Berlin-Ouest.
Mark Bernes, Muslim Magomayev, Ljiljana Petrović et Heli Lääts ont également interprété la chanson,,,.

## Histoire
Le 6 avril 1966, le Yakovlev Yak-28 de la 24e armée de l'air du groupe des forces soviétiques en Allemagne s'écrase dans le lac Stössensee en raison du décrochage du compresseur des deux moteurs. Les pilotes, le capitaine Boris Kapoustine et le lieutenant supérieur Youri Yanov, choisissent de ne pas s'éjecter de l'avion accidenté, le pilotant loin du centre de Berlin. Après avoir tenté d'atterrir successivement sur le cimetière de Berlin et sur le lac Stössensee, ils rejettent les deux options (le cimetière était très fréquenté et une digue barrait le lac) ; leur avion s'écrase alors dans le lac sous un angle important. Les deux pilotes sont tués.
Des plongeurs militaires britanniques arrivent sur le lieu du crash et ont immédiatement commencé à récupérer certaines pièces particulièrement importantes de l'avion écrasé. Ils réussissent à démonter le radar unique Eagle-D (« Skipspin » selon la classification de l'OTAN) et celui-ci, ainsi que des pièces du moteur, sont examinés sur la base aérienne britannique de Farnborough. Le Telegraph décrit cette action comme l'une des « opérations d'espionnage les plus stupéfiantes de la guerre froide ».
Ce n'est que le troisième jour, le 8 avril 1966, que les restes des pilotes soviétiques sont remis aux représentants du Groupe des troupes soviétiques en Allemagne. Chaque ville de la RDA envoie alors sa délégation à la cérémonie funéraire, tandis que le Royaume-Uni y dépêche son orchestre royal. Le maire de Berlin-Ouest, le futur chancelier allemand Willy Brandt, déclare : « Nous pouvons partir du principe que tous deux étaient conscients, à des moments cruciaux, du danger de chute dans des zones densément peuplées et qu'en coordination avec les services de surveillance au sol, ils ont dirigé l'avion vers le lac Stessensee. Ils se sont sacrifiés en toute conscience. Je le dis avec reconnaissance envers les victimes qui a empêché la catastrophe ».
Le 10 mai 1966, Boris Vladislavovitch Kapoustine et Youri Nikolaïevitch Yanov ont été décorés à titre posthume de l'ordre du Drapeau rouge pour leur courage et leur bravoure démontrés dans l'accomplissement de leur devoir militaire. Le 30 mars 2001, pour marquer le 35e anniversaire de l'exploit des pilotes, des célébrations ont eu lieu à Berlin, et, dans le musée de l'aviation créé après le retrait des troupes soviétiques sur l'aérodrome de Finowfurt, un monument a été installé près de l'avion Yak-28 avec l'inscription : « À la mémoire de toutes les victimes de la guerre froide. Ils ont donné leur vie pour sauver d'autres personnes » (Памяти всех жертв холодной войны. Они отдали свои жизни, чтобы спасти других людей).

## Récompenses
En 1968, dans le cadre du IXe Festival mondial de la jeunesse et des étudiants à Sofia, la chanson a reçu plusieurs prix : une médaille d'or et la première place au concours de chansons politiques, une médaille d'or pour l'interprétation et les paroles, ainsi qu'une médaille d'argent pour la mélodie.